# Teatro Mercadante
Teatro Mercadante (dříve Teatro del Fondo) je divadlo v Neapoli, součást divadla Teatro Stabile di Napoli. Společně s divadlem Teatro San Carlo bylo jedním ze dvou královských divadel v Neapoli.

## Historie
Bylo postaveno v letech 1777–1779 podle návrhu messinského architekta Francesca Sicury na pozemcích, které byly zabaveny jezuitskému řádu po jeho vypuzení z Neapole. Majetek řádu byl dán do zvláštního fondu zvaného Fondo di separazione dei lucri. Po něm získalo divadlo i svůj původní název Teatro del Real Fondo di Separazione, zkráceně Teatro del Fondo. Prvním představením byla dne 31. července 1779 opera Domenica Cimarosy L'infedele fedele. Premiéry byl přítomen i Wolfgang Amadeus Mozart. Hrály se zde převážně komické opery, uváděné často v toskánštině.
Po krátkém období Partenopské republiky v roce 1799, kdy bylo divadlo přejmenováno "Vlastenecké divadlo", byl vedením divadla pověřen od 7. července 1809 slavný impresário Domenico Barbaja. Pod jeho vedením divadlo hostilo největší hudebníky té doby, např. Gioacchina Rossiniho, Giovanni Paciniho či Gaetana Donizettiho. V letech 1812–1815 zde byly uvedeny také Mozartovy opery Don Giovanni a Figarova svatba.
12. prosince 1870 zemřel operní skladatel Saverio Mercadante a na jeho počest bylo divadlo přejmenováno na Real Teatro Mercadante. Divadlo bylo několikrát rekonstruováno. Nejradikálnější přestavba proběhla v roce 1893 pod vedením architekta Pietra Pulli. Za 2. světové války bylo těžce poškozeno bombardováním a v roce 1963 bylo ze statických důvodů zcela uzavřeno. Od poloviny osmdesátých let se v něm občas konala jednotlivá představení. Pravidelnou činnost obnovilo v roce 1995. Od sezóny 2003/2004 je součástí divadla Teatro Stabile di Napoli.

## Premiéry oper
(Seznam není úplný)
- Domenico Cimarosa: L'infedele fedele (1779)
- Angelo Tarchi: Il barbiere di Arpino (1779)
- Giuseppe Giordani: Il convito (1782)
- Vicente Martín y Soler: L'amor geloso (1782)
- Francesco Bianchi: L'astrologa (1782)
- Giuseppe Sarti: Cook, ossia Gl'inglesi in Othaiti (1785)
- Giacomo Tritto: Armida (1786)
- Giuseppe Antonio Capuzzi: Annetta e Fierillo (balet, 1786)
- Pietro Alessandro Guglielmi: La pastorella nobile (1788)
- Gaetano Marinelli: La contadina semplice (1790)
- Pietro Alessandro Guglielmi: L'azzardo (1790)
- Marcello Bernardini: L'amore per incanto (1791)
- Gaetano Marinelli: Amore aguzza l'ingegno (1792)
- Valentino Fioravanti: L'audacia fortunata (1793)
- Pietro Alessandro Guglielmi: Admeto (1794)
- Giacomo Tritto: Il barone in angustie (1797)
- Valentino Fioravanti: L'amor per interesse (1797)
- Stefano Pavesi: L'alloggio militare (1811)
- Giovanni Battista De Luca: Clodoveo (1811)
- Vincenzo Migliorucci: L'assassino innocente (1811)
- Manuel García: Il califfo di Bagdad (1813)
- Tommaso Consalvo: Cimene (1814)
- Pietro Raimondi: La caccia di Enrico IV (1822)
- Giuseppe Balducci: L'amante virtuoso (1823)
- Luigi Carlini: Il contraccambio, ovvero L'amore alla prova (1823)
- Antonio Sapienza: L'audacia fortunata (1824)
- Giuseppe Mosca: L'abate de l'Epée (1826)
- Giacomo Cordella: La bella prigioniera (1826)
- Gaetano Donizetti: Il borgomastro di Saardam (1827)
- Mario Aspa: Bannier (1829)
- Genovés y Lapetra Tomas: Bianca di Belmonte (1833)
- Mario Aspa: La burla (1834)
- Carolina Uccelli: Anna di Resburgo (1835)
- Federico Ricci: Il colonnello (1835)
- Julius Benedict: Un anno e un giorno ( 1836)
- Nicolò Gabrielli: L'americano in fiera, ossia Farvest Calelas (1837)
- Salvatore Sarmiento: Il corsaro (1838)
- Luigi Cammarano: I ciarlatani (1839)
- Rocco Aggiuttorio: Il biglietto e l'anello (1839)
- Luigi Siri: Cento bugie una verita (1839)
- Pietro Graviller: Il ballerino, ossia i guanti gialli (1839)
- Aurelio Bruno: Adolfo di Gewal, ossia i montanari svedesi (1843)
- Andrea Butera: Angelica Veniero (1846)
- Francesco Chiaromonte: Caterina di Cleves (1850)
- Gaetano Braga: Alina (1853)
- Lauro Rossi: L'alchimista (1853)
- Giorgio Miceli: Il conte di Rossiglione (1854)
- Aurelio Bruno: Albina di Lerida (1855)
- Luigi Vespoli: La cantante (1858)
- Matteo Fischietti: Un'altra figlia di madame Angot (1874)